# チャイルディスク
チャイルディスク（Childisc）は、日本の音楽家である竹村延和が主宰するレコードレーベル。レーベル名は子供（Child）とディスク（Disc）を合わせたもの。

## 概要
1998年、竹村延和によって設立された。竹村がライブなどで知り合ったアーティストから、どこのレーベルからも音源をリリースできないという声を受け、自らレーベルを立ち上げた。所属するアーティストはテクノ、エレクトロニカ、音響、実験音楽などに分類されるアーティストが多い。また竹村自身や竹村の別名義（Assemblerなど）の音源も、一部チャイルディスクからリリースしている。
2001年に、徳間ジャパンコミュニケーションズと契約し、流通などを共同で行うようになった。
また、無名な所属アーティストの紹介のため、レーベル名と同名のコンピレーションシリーズを多数リリースしている。

## 所属する主なアーティスト
- 竹村延和

- Asao Kikuchi
- VIENTO
- yabemilk
- アキツユコ
- スッパマイクロパンチョップ
- 和泉希洋志
- 西山豊乃
- 谷村コオタ
- Hyu

## レーベルコンピレーション
- Childisc Vol.1
- Childisc Vol.2 AO青
- Childisc Vol.3 児童音楽
- Childisc Vol.4 四人の女性作家による
- Childisc Vol.5
- Childisc Vol.6 "reset"
- Childisc Vol.7 7分間のおはなしたち
- Childisc Vol.8 compiled by Nobukazu Takemura